# Turkiestan Chiński

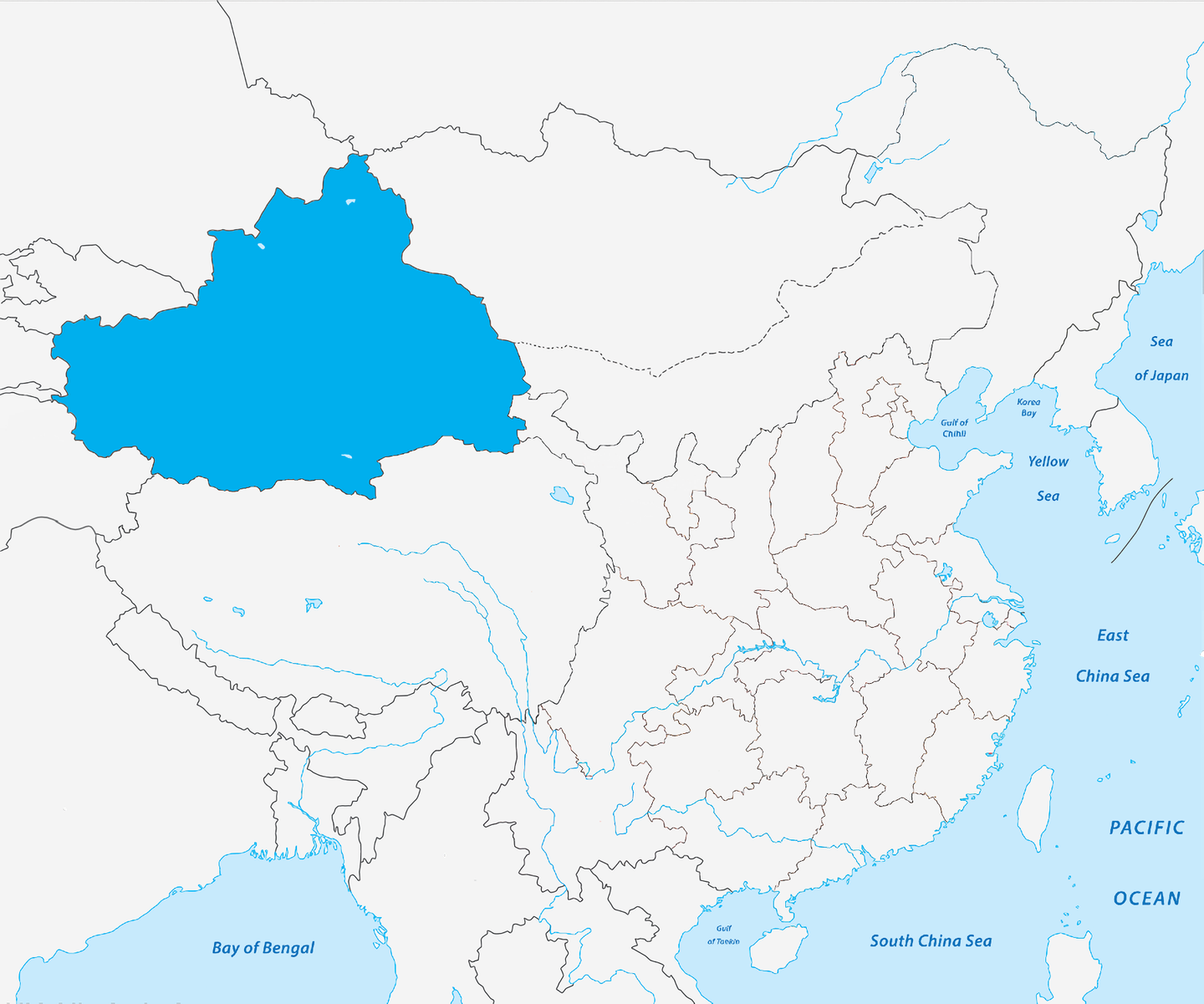
Turkiestan Chiński na mapie

Turkiestan Chiński (Turkiestan Wschodni, Ujguristan) – tradycyjna nazwa terenów stanowiących w przeszłości Dżungarię, a obecnie Region Autonomiczny Sinciang-Ujgur, część Chin, która obejmuje wschodnią część Turkiestanu, regionu Azji Środkowej.
Obecnie Turkiestan Chiński zamieszkany jest głównie przez turkijskich Ujgurów. W odległej przeszłości zamieszkiwała tu ludność mówiąca językami tocharskimi (dziś już wymarłymi), które są uważane za jedne z bardziej archaicznych języków indoeuropejskich, ze względu na wczesne oddzielenie się od głównego trzonu indoeuropejskiego.